# Tussenhausen
Tussenhausen település Németországban, azon belül Bajorországban. Lakosainak száma 3105 fő (2023. december 31.). Tussenhausen Rammingen és Türkheim községekkel határos.

## Népesség
A település népessége az elmúlt években az alábbi módon változott:
| Lakosok száma | 765  | 1159 | 887  | 2360 | 2933 | 2950 | 2985 | 3020 | 3112 | 3105 |
|               | 1875 | 1950 | 1975 | 1987 | 2012 | 2014 | 2016 | 2017 | 2021 | 2023 |